# George Nichols Hollins
Pour les articles homonymes, voir Hollins.
George Nichols Hollins, né le 20 septembre 1799 à Baltimore où il est mort le 18 janvier 1878, est un officier de marine américain.

## Biographie
Hollins entre dans la Navy en 1814 et sert dès l'année suivante lors de la Guerre d'Algérie,. Promu lieutenant en 1825, il devient commandant en 1844 et se fait remarquer en 1855 quand il bombarde, pour protéger des résidents américains, la ville de Greytown au Nicaragua, ce qui déclenche de vives tensions entre le Royaume-Uni et les États-Unis.
Durant la Guerre de Sécession, il est commodore chez les Confédérés et est utilisé en soutien de l'armée de Beauregard. Il prend ainsi position entre New Madrid et l'île 10 sur le Mississippi.
Après la guerre, il démissionne de la Marine et est employé au tribunal de Baltimore où il finit sa vie.
Jules Verne évoque sa part des combats dans son roman Nord contre Sud (partie 2, chapitre V).